# Jihlávka
Jihlávka (deutsch Klein Iglau) ist eine Gemeinde in Tschechien. Sie liegt 21 Kilometer nordöstlich von Jindřichův Hradec und gehört zum Okres Jihlava.

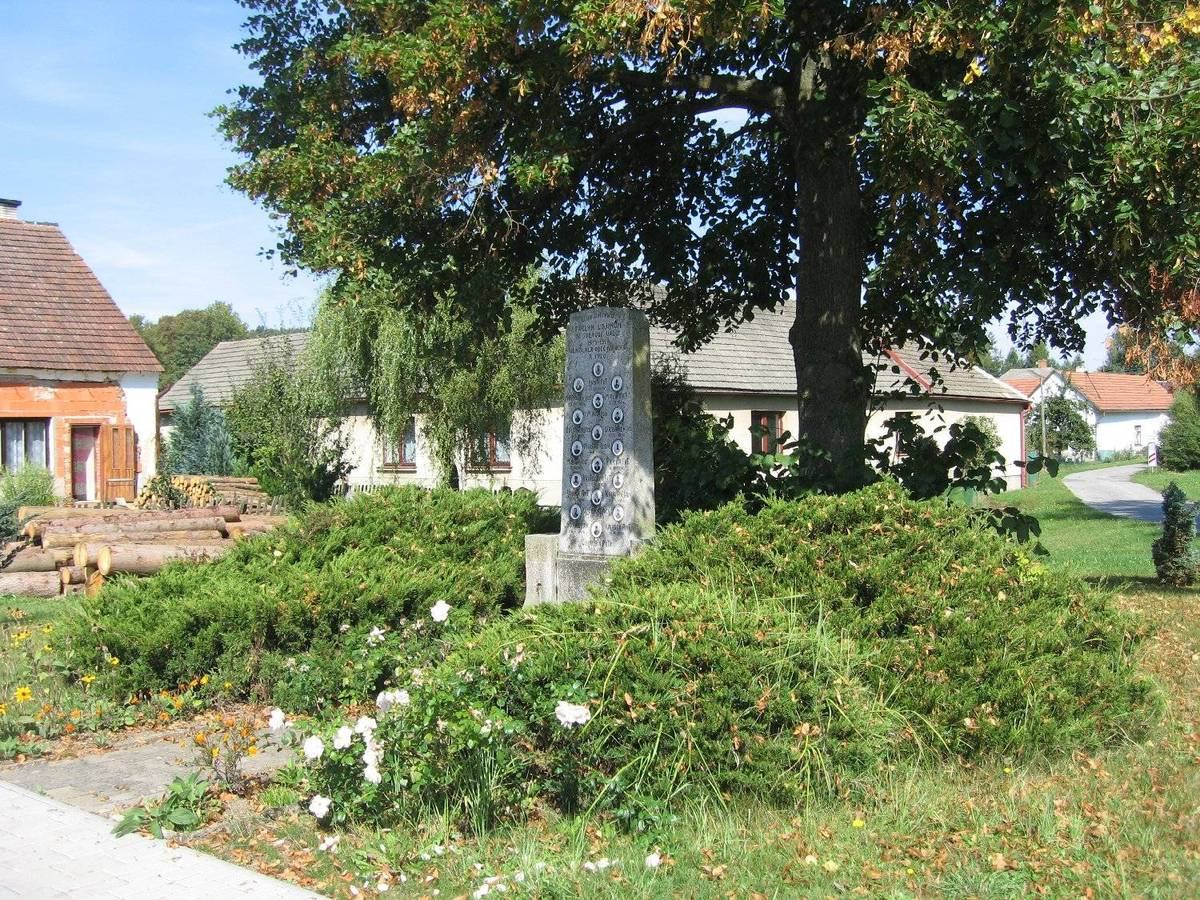
Dorfplatz

## Geographie
Jihlávka befindet sich im Süden der Böhmisch-Mährischen Höhe nördlich der Javořická vrchovina. Westlich des Dorfes auf dem Sattel zwischen dem Lísek (759 m) und dem Strážný vrch (706 m) verläuft die europäische Hauptwasserscheide zwischen Elbe und Donau; knapp unterhalb von ihr entspringt die Jihlava. Südöstlich führt der Hamerský potok sein Wasser zur Nežárka. Durch den Ort führt die Eisenbahn von Jindřichův Hradec nach Pelhřimov/Jihlava, südlich von Jihlávka liegt die Bahnstation.
Nachbarorte sind Léskovec und Horní Ves im Norden, Nová Ves im Nordosten, Horní Dubenky im Osten, Janštejn im Südosten, Kaliště und Býkovec im Süden, Horní Vilímeč im Südwesten, Vesce und Počátky im Westen sowie Lázně Svaté Kateřiny im Nordwesten.

## Geschichte
Die erste urkundliche Erwähnung des Ortes stammt aus dem Jahre 1356.
Jihlávka entstand im Grenzwald Borek an der Grenze zu Böhmen.
Während der Hussitenkriege fand 1423 zwischen Jihlávka und Horní Dubenky eine Schlacht statt, bei der eine Abteilung der Taboriten vernichtet wurde.
Im 18. Jahrhundert entstand nordwestlich der Gemeinde am Fuße des Lísek das Katharinenbad, das zu Beginn des 20. Jahrhunderts zu einem Treffpunkt der Prager Gesellschaft wurde. Die Kurgäste reisten zumeist mit der Eisenbahn über die Bahnstation Jihlávka – Svatá Kateřina / Klein Iglau – Sankt Katharina an.

## Sehenswürdigkeiten
- katholischer Glockenturm, errichtet in den 1920er Jahren
- evangelischer Glockenturm, errichtet in den 1920er Jahren
- Denkmal der Hussitenschlacht, östlich des Dorfes am Weg nach Horní Dubenky
- barocke Badkapelle des Hl. Katharina in Lázně Svaté Kateřiny, erbaut 1730
- früheres Kurbad in Lázně Svaté Kateřiny